# Розчинність води у нафті
Розчинність води у нафті (рос. растворимость воды в нефти; англ. oil solubility of water, нім. Wasserlöslichkeit f im Erdöl) – здатність води розчинятися в нафті при контакті з нею, яка залежить від хімічного складу нафти (ненасичені, нафтенові і ароматичні вуглеводні розчиняють воду краще, ніж вуглеводні парафінового ряду), температури, мінералізації води і ін.